# 33444 Shaddad
33444 Shaddad este o planetă minoră (asteroid) din centura de asteroizi. A fost descoperită pe 22 martie 1999 la Stația Anderson Mesa de Lowell Observatory Near-Earth-Object Search. 
Obiectul prezintă o orbită caracterizată de o semiaxă mare de 2,2307683 UAi, o excentricitate de 0,18, o înclinație de 2,92912 ° în raport cu ecliptica.